# Nîjci Vereșceakî, Oleksandrivka
Nîjci Vereșceakî (în ucraineană Нижчі Верещаки) este un sat în comuna Sosnivka din raionul Oleksandrivka, regiunea Kirovohrad, Ucraina.

## Demografie
Componența lingvistică a localității Nîjci Vereșceakî
     Ucraineană (98,84%)
     Alte limbi (0,39%)
Conform recensământului din 2001, majoritatea populației localității Nîjci Vereșceakî era vorbitoare de ucraineană (98,84%), existând în minoritate și vorbitori de alte limbi.